# Fussballclub Zürich 2013-2014
Questa voce raccoglie le informazioni riguardanti il Fussballclub Zürich nelle competizioni ufficiali della stagione 2013-2014.

## Stagione
Nella stagione 2013-2014 il Zurigo, allenato da Urs Meier, concluse il campionato di Super League al 5º posto. In Coppa Svizzera il Zurigo vinse la finale con il Basilea. In Europa League il Zurigo fu eliminato al terzo turno di qualificazione dal Slovan Liberec.

## Rosa
| N. |                       | Ruolo | Calciatore            |
| -- | --------------------- | ----- | --------------------- |
| 1  | Svizzera (bandiera)   | P     | David Da Costa        |
| 2  | Portogallo (bandiera) | D     | Jorge Teixeira        |
| 3  | Svizzera (bandiera)   | D     | Loris Benito          |
| 4  | Svizzera (bandiera)   | D     | Raphael Koch          |
| 5  | Albania (bandiera)    | D     | Berat Djimsiti        |
| 6  | Svizzera (bandiera)   | D     | Stefan Glarner        |
| 7  | Svizzera (bandiera)   | A     | Mario Gavranović      |
| 8  | Croazia (bandiera)    | C     | Stjepan Kukuruzović   |
| 9  | Tunisia (bandiera)    | A     | Amine Chermiti        |
| 10 | Svizzera (bandiera)   | C     | Davide Chiumiento     |
| 10 | Brasile (bandiera)    | C     | Pedro Henrique Konzen |
| 11 | Albania (bandiera)    | A     | Armando Sadiku        |
| 13 | Svizzera (bandiera)   | D     | Alain Nef             |
| 14 | Camerun (bandiera)    | A     | Franck Etoundi        |
| 15 | Svizzera (bandiera)   | C     | Oliver Buff           |
| 16 | Svizzera (bandiera)   | D     | Philippe Koch         |
| 17 | Tunisia (bandiera)    | A     | Yassine Chikhaoui     |

| N. |                       | Ruolo | Calciatore          |
| -- | --------------------- | ----- | ------------------- |
| 18 | Israele (bandiera)    | C     | Avi Rikan           |
| 19 | Svizzera (bandiera)   | D     | Armin Alesevic      |
| 20 | Albania (bandiera)    | C     | Burim Kukeli        |
| 21 | Svizzera (bandiera)   | C     | Mike Kleiber        |
| 21 | Svizzera (bandiera)   | C     | Francisco Rodríguez |
| 22 | Montenegro (bandiera) | C     | Asmir Kajević       |
| 24 | Svizzera (bandiera)   | C     | Maurice Brunner     |
| 25 | Montenegro (bandiera) | D     | Ivan Kecojević      |
| 26 | Svizzera (bandiera)   | C     | Cédric Brunner      |
| 26 | Svizzera (bandiera)   | A     | Giuseppe De Filippo |
| 27 | Svizzera (bandiera)   | C     | Marco Schönbächler  |
| 28 | Svizzera (bandiera)   | P     | Yanick Brecher      |
| 30 | Svizzera (bandiera)   | D     | Nico Elvedi         |
| 31 | Svizzera (bandiera)   | P     | Andres Malloth      |
| 33 | Svizzera (bandiera)   | C     | Davide Mariani      |
| 33 | Svizzera (bandiera)   | A     | Dimitri Oberlin     |

## Organigramma societario
Area tecnica
- Allenatore: Urs Meier
- Allenatore in seconda: Massimo Rizzo, Federico Valente
- Preparatore dei portieri:
- Preparatori atletici:

## Calciomercato

### Sessione estiva
| Acquisti | Acquisti            | Acquisti           | Acquisti |
| R.       | Nome                | da                 | Modalità |
| -------- | ------------------- | ------------------ | -------- |
| C        | Leandro Di Gregorio | Zurigo II          |          |
| A        | Franck Etoundi      | San Gallo          |          |
| D        | Jorge Teixeira      | Siena              |          |
| D        | Alain Nef           | Young Boys         |          |
| C        | Avi Rikan           | Beitar Gerusalemme |          |

| Cessioni | Cessioni      | Cessioni   | Cessioni |
| R.       | Nome          | a          | Modalità |
| -------- | ------------- | ---------- | -------- |
| A        | Josip Drmić   | Norimberga |          |
| D        | André Caetano | Sciaffusa  |          |
| C        | Milan Gajić   | Young Boys |          |
| A        | Adis Jahović  | Wil        |          |
| A        | Jordi Nsiala  | Zurigo II  |          |

### Sessione invernale
| Acquisti | Acquisti        | Acquisti      | Acquisti |
| R.       | Nome            | da            | Modalità |
| -------- | --------------- | ------------- | -------- |
| A        | Dimitri Oberlin | Zurigo U19    |          |
| D        | Ivan Kecojević  | Gaziantepspor |          |
| A        | Armando Sadiku  | Lugano        |          |

| Cessioni | Cessioni            | Cessioni | Cessioni |
| R.       | Nome                | a        | Modalità |
| -------- | ------------------- | -------- | -------- |
| C        | Leandro Di Gregorio | Lugano   |          |

## Risultati

### Super League

#### Prima fase, girone di andata
| Arbitro: | Amhof |

|                                          |           |                          |
| Gavranović 45’ Henrique 84’ Djimsiti 90’ | Marcatori | 49’ Martínez 58’ Hediger |

| Sion 21 luglio 2013, ore 13:45 CEST 2ª giornata | Sion  | 0 – 0 referto | Zurigo | Stade Tourbillon (6 850 spett.)\| Arbitro: \| Hänni \| |
| Arbitro:                                        | Hänni |               |        |                                                        |

| Arbitro: | Studer |

|                              |           |                             |
| Bozanić 18’, 74’ Lezcano 39’ | Marcatori | 58’ Gavranović 90’ Henrique |

| Arbitro: | Amhof |

|         |           |                              |
| Nef 60’ | Marcatori | 21’ Gerndt 30’ Frey 90’ Kubo |

| Arbitro: | Kever |

|             |           |                          |
| Streller 6’ | Marcatori | 24’ Rikan 58’ Gavranović |

| Zurigo 25 agosto 2013, ore 16:00 CEST 6ª giornata | Zurigo | 0 – 0 referto | San Gallo | Stadio Letzigrund (10 242 spett.)\| Arbitro: \| Bieri \| |
| Arbitro:                                          | Bieri  |               |           |                                                          |

| Arbitro: | Bieri |

|                        |           |                    |
| Caio 19’, 83’ Toko 56’ | Marcatori | 69’ (aut.) Vilotić |

| Arbitro: | Graf |

|           |           |                       |
| Meoli 50’ | Marcatori | 22’ Teixeira 90’ Koch |

| Arbitro: | Erlachner |

|             |           |                      |
| Etoundi 67’ | Marcatori | 28’ Callà 45’ Senger |

#### Prima fase, girone di ritorno
| Arbitro: | Harkam |

|  |           |              |
|  | Marcatori | 50’ Chermiti |

| Arbitro: | Kever |

|  |           |                        |
|  | Marcatori | 39’ Kahraba 81’ Puljić |

| Arbitro: | Graf |

|                                                            |           |              |
| Callà 21’ (rig.), 32’ Schultz 60’ Ioniță 71’ Hallenius 89’ | Marcatori | 83’ Henrique |

| Zurigo 27 ottobre 2013, ore 16:00 CEST 13ª giornata | Zurigo | 0 – 0 referto | Basilea | Stadio Letzigrund (11 778 spett.)\| Arbitro: \| Studer \| |
| Arbitro:                                            | Studer |               |         |                                                           |

| Arbitro: | Hänni |

|                |           |               |
| Sadik 81’, 84’ | Marcatori | 55’ Chikhaoui |

| Arbitro: | San |

|                                                   |           |                 |
| Henrique 16’ Schönbächler 32’ Gavranović 59’, 73’ | Marcatori | 85’ (aut.) Koch |

| Arbitro: | Studer |

|                             |           |                |
| Karanović 45’ Rodríguez 51’ | Marcatori | 81’ Gavranović |

| Arbitro: | San |

|                                                     |           |  |
| Schönbächler 28’ Rikan 58’ Mariani 81’ Teixeira 85’ | Marcatori |  |

| Arbitro: | Studer |

|             |           |          |
| Etoundi 82’ | Marcatori | 55’ Caio |

#### Seconda fase, girone di andata
| Arbitro: | Pache |

|                |           |  |
| Gavranović 45’ | Marcatori |  |

| Arbitro: | San |

|  |           |                               |
|  | Marcatori | 64’ (aut.) Nater 87’ Henrique |

| Arbitro: | Jaccottet |

|                                       |           |               |
| Gavranović 22’ Etoundi 30’ Sadiku 88’ | Marcatori | 72’ Schneuwly |

| Arbitro: | Bieri |

|             |           |                               |
| Schultz 40’ | Marcatori | 55’ Rikan 88’ (rig.) Henrique |

| Arbitro: | Pache |

|                               |           |            |
| Gavranović 15’, 60’ Rikan 30’ | Marcatori | 67’ Dabour |

| Arbitro: | Klossner |

|              |           |                                                  |
| Costanzo 47’ | Marcatori | 67’ Gavranović 82’ (rig.) Chikhaoui 90’ Henrique |

| Arbitro: | Schärer |

|              |           |  |
| Rangelov 33’ | Marcatori |  |

| Zurigo 23 marzo 2014, ore 16:00 CET 26ª giornata | Zurigo | 0 – 0 referto | Basilea | Stadio Letzigrund (14 749 spett.)\| Arbitro: \| Hänni \| |
| Arbitro:                                         | Hänni  |               |         |                                                          |

| Arbitro: | Klossner |

|  |           |                          |
|  | Marcatori | 25’, 75’ Ravet 61’ Tafer |

#### Seconda fase, girone di ritorno
| Arbitro: | Studer |

|               |           |  |
| Caio 37’, 47’ | Marcatori |  |

| Arbitro: | Schärer |

|                 |           |                             |
| Etoundi 7’, 52’ | Marcatori | 30’ Afum 43’ (rig.) Spycher |

| Arbitro: | Pache |

|                                    |           |                            |
| Sio 8’, 71’ Stocker 65’ Elneny 88’ | Marcatori | 73’ Henrique 78’ Chikhaoui |

| Arbitro: | Amhof |

|            |           |                     |
| Sadiku 12’ | Marcatori | 52’ Wiss 68’ Winter |

| Arbitro: | Klossner |

|           |           |                                 |
| Sadik 80’ | Marcatori | 39’ Rikan 43’ (rig.) Gavranović |

| Arbitro: | Bieri |

|              |           |  |
| Assifuah 52’ | Marcatori |  |

| Arbitro: | Muckenhammer |

|                            |           |                           |
| Etoundi 34’ Gavranović 66’ | Marcatori | 60’ Rodríguez 69’ Lenjani |

| Arbitro: | Erlachner |

|  |           |           |
|  | Marcatori | 50’ Rikan |

| Arbitro: | Hänni |

|                              |           |                       |
| Henrique 3’ Schönbächler 81’ | Marcatori | 56’ Lüscher 83’ Burki |

### Coppa Svizzera
| 17 agosto 2013, ore 16:00 CEST Primo turno | FC Bassersdorf | 0 – 6 | Zurigo |  |

| 15 settembre 2013, ore 16:00 CEST Secondo turno | Stade Lausanne-Ouchy | 2 – 3 | Zurigo |  |

| 9 novembre 2013, ore 15:00 CET Ottavi di finale | Baden | 1 – 4 | Zurigo |  |

| Arbitro: | Jaccottet |

|  |           |                  |
|  | Marcatori | 82’ (rig.) Rikan |

| Arbitro: | Jaccottet |

|                                         |                      |                                           |
| Buff Chikhaoui Sadiku Teixeira Henrique | Tiri di rigore 5 – 4 | Schneuwly Lüthi Zuffi Schneuwly Schirinzi |

| Arbitro: | Graf |

|                       |           |  |
| Gavranović 100’, 114’ | Marcatori |  |

### Europa League

#### Fase di qualificazione
| Arbitro: | Liany |

|                  |           |                      |
| Rabušic 67’, 81’ | Marcatori | 6’ (rig.) Chiumiento |

| Arbitro: | Strömbergsson |

|              |           |                        |
| Chermiti 17’ | Marcatori | 64’ Frýdek 85’ Rybalka |

## Statistiche

### Statistiche di squadra
| Competizione   | Punti | In casa | In casa | In casa | In casa | In casa | In casa | In trasferta | In trasferta | In trasferta | In trasferta | In trasferta | In trasferta | Totale | Totale | Totale | Totale | Totale | Totale | DR  |
| Competizione   | Punti | G       | V       | N       | P       | Gf      | Gs      | G            | V            | N            | P            | Gf           | Gs           | G      | V      | N      | P      | Gf     | Gs     | DR  |
| -------------- | ----- | ------- | ------- | ------- | ------- | ------- | ------- | ------------ | ------------ | ------------ | ------------ | ------------ | ------------ | ------ | ------ | ------ | ------ | ------ | ------ | --- |
| Super League   | 50    | 18      | 6       | 7       | 5       | 28      | 24      | 18           | 8            | 1            | 9            | 23           | 28           | 36     | 14     | 8      | 14     | 51     | 52     | -1  |
| Coppa Svizzera | -     | 2       | 1       | 1       | 0       | 2       | 0       | 4            | 4            | 0            | 0            | 14           | 3            | 6      | 5      | 1      | 0      | 16     | 3      | +13 |
| Europa League  | -     | 1       | 0       | 0       | 1       | 1       | 2       | 1            | 0            | 0            | 1            | 1            | 2            | 2      | 0      | 0      | 2      | 2      | 4      | -2  |
| Totale         | 50    | 21      | 7       | 8       | 6       | 31      | 26      | 23           | 12           | 1            | 10           | 38           | 33           | 44     | 19     | 9      | 16     | 69     | 59     | +10 |

### Andamento in campionato
| Giornata  | 1 | 2 | 3 | 4 | 5 | 6 | 7 | 8 | 9 | 10 | 11 | 12 | 13 | 14 | 15 | 16 | 17 | 18 | 19 | 20 | 21 | 22 | 23 | 24 | 25 | 26 | 27 | 28 | 29 | 30 | 31 | 32 | 33 | 34 | 35 | 36 |
| --------- | - | - | - | - | - | - | - | - | - | -- | -- | -- | -- | -- | -- | -- | -- | -- | -- | -- | -- | -- | -- | -- | -- | -- | -- | -- | -- | -- | -- | -- | -- | -- | -- | -- |
| Luogo     | C | T | T | C | T | C | T | T | C | T  | C  | T  | C  | T  | C  | T  | C  | C  | C  | T  | C  | T  | C  | T  | T  | C  | C  | T  | C  | T  | C  | T  | T  | C  | T  | C  |
| Risultato | V | N | P | P | V | N | P | V | P | V  | P  | P  | N  | P  | V  | P  | V  | N  | V  | V  | V  | V  | V  | V  | P  | N  | P  | P  | N  | P  | P  | V  | P  | N  | V  | N  |
| Posizione | 5 | 4 | 5 | 7 | 6 | 6 | 7 | 6 | 6 | 6  | 6  | 8  | 7  | 9  | 7  | 8  | 7  | 7  | 6  | 6  | 5  | 5  | 4  | 4  | 4  | 4  | 4  | 4  | 4  | 6  | 6  | 6  | 6  | 6  | 4  | 5  |

Legenda:

Luogo: C = Casa; T = Trasferta. Risultato: V = Vittoria; N = Pareggio; P = Sconfitta.

### Statistiche dei giocatori
| Giocatore       | Super League | Super League | Super League | Super League | Coppa Svizzera | Coppa Svizzera | Coppa Svizzera | Coppa Svizzera | Europa League | Europa League | Europa League | Europa League | Totale   | Totale | Totale      | Totale     |
| Giocatore       | Presenze     | Reti         | Ammonizioni  | Espulsioni   | Presenze       | Reti           | Ammonizioni    | Espulsioni     | Presenze      | Reti          | Ammonizioni   | Espulsioni    | Presenze | Reti   | Ammonizioni | Espulsioni |
| --------------- | ------------ | ------------ | ------------ | ------------ | -------------- | -------------- | -------------- | -------------- | ------------- | ------------- | ------------- | ------------- | -------- | ------ | ----------- | ---------- |
| A. Alesevic     | 0            | 0            | 0            | 0            | 0              | 0              | 0              | 0              | 0             | 0             | 0             | 0             | 0        | 0      | 0           | 0          |
| L. Benito       | 28           | 0            | 5            | 1            | 2              | 0              | 0              | 0              | 2             | 0             | 0             | 0             | 32       | 0      | 5           | 1          |
| Y. Brecher      | 2            | 0            | 0            | 0            | 0              | 0              | 0              | 0              | 0             | 0             | 0             | 0             | 2        | 0      | 0           | 0          |
| C. Brunner      | 1            | 0            | 0            | 0            | 0              | 0              | 0              | 0              | 0             | 0             | 0             | 0             | 1        | 0      | 0           | 0          |
| M. Brunner      | 2            | 0            | 0            | 0            | 0              | 0              | 0              | 0              | 0             | 0             | 0             | 0             | 2        | 0      | 0           | 0          |
| O. Buff         | 22           | 0            | 5            | 0            | 3              | 0              | 1              | 0              | 2             | 0             | 0             | 0             | 27       | 0      | 6           | 0          |
| E. Causi        | 0            | 0            | 0            | 0            | 0              | 0              | 0              | 0              | 0             | 0             | 0             | 0             | 0        | 0      | 0           | 0          |
| A. Chermiti     | 16           | 1            | 3            | 0            | 0              | 0              | 0              | 0              | 2             | 1             | 0             | 0             | 18       | 2      | 3           | 0          |
| Y. Chikhaoui    | 18           | 3            | 4            | 0            | 3              | 0              | 2              | 0              | 0             | 0             | 0             | 0             | 21       | 3      | 6           | 0          |
| D. Chiumiento   | 33           | 0            | 3            | 1            | 3              | 0              | 0              | 0              | 2             | 1             | 0             | 0             | 38       | 1      | 3           | 1          |
| D. Costa        | 33           | 0            | 3            | 1            | 3              | 0              | 0              | 0              | 2             | 0             | 0             | 0             | 38       | 0      | 3           | 1          |
| G. De Filippo   | 1            | 0            | 0            | 0            | 0              | 0              | 0              | 0              | 0             | 0             | 0             | 0             | 1        | 0      | 0           | 0          |
| L. Di Gregorio  | 1            | 0            | 0            | 0            | 0              | 0              | 0              | 0              | 0             | 0             | 0             | 0             | 1        | 0      | 0           | 0          |
| B. Djimsiti     | 26           | 1            | 5            | 0            | 3              | 0              | 0              | 0              | 2             | 0             | 0             | 0             | 31       | 1      | 5           | 0          |
| N. Elvedi       | 2            | 0            | 0            | 0            | 0              | 0              | 0              | 0              | 0             | 0             | 0             | 0             | 2        | 0      | 0           | 0          |
| F. Etoundi      | 26           | 6            | 3            | 1            | 3              | 0              | 0              | 0              | 2             | 0             | 0             | 0             | 31       | 6      | 3           | 1          |
| F. Fellmann     | 0            | 0            | 0            | 0            | 0              | 0              | 0              | 0              | 0             | 0             | 0             | 0             | 0        | 0      | 0           | 0          |
| M. Gavranović   | 31           | 13           | 8            | 0            | 3              | 2              | 1              | 0              | 2             | 0             | 0             | 0             | 36       | 15     | 9           | 0          |
| S. Glarner      | 10           | 0            | 3            | 0            | 0              | 0              | 0              | 0              | 0             | 0             | 0             | 0             | 10       | 0      | 3           | 0          |
| P. Henrique     | 33           | 9            | 6            | 0            | 2              | 0              | 2              | 0              | 2             | 0             | 1             | 0             | 37       | 9      | 9           | 0          |
| A. Kajević      | 8            | 0            | 3            | 0            | 1              | 0              | 0              | 0              | 0             | 0             | 0             | 0             | 9        | 0      | 3           | 0          |
| I. Kecojević    | 12           | 0            | 2            | 2            | 2              | 0              | 1              | 0              | 0             | 0             | 0             | 0             | 14       | 0      | 3           | 2          |
| M. Kleiber      | 1            | 0            | 0            | 0            | 0              | 0              | 0              | 0              | 0             | 0             | 0             | 0             | 1        | 0      | 0           | 0          |
| P. Koch         | 31           | 1            | 4            | 0            | 2              | 0              | 0              | 0              | 2             | 0             | 0             | 0             | 35       | 1      | 4           | 0          |
| R. Koch         | 15           | 0            | 5            | 0            | 0              | 0              | 0              | 0              | 2             | 0             | 1             | 0             | 17       | 0      | 6           | 0          |
| B. Kukeli       | 0            | 0            | 0            | 0            | 0              | 0              | 0              | 0              | 0             | 0             | 0             | 0             | 0        | 0      | 0           | 0          |
| S. Kukuruzović  | 18           | 0            | 1            | 0            | 1              | 0              | 0              | 0              | 1             | 0             | 0             | 0             | 20       | 0      | 1           | 0          |
| A. Malloth      | 2            | 0            | 0            | 0            | 0              | 0              | 0              | 0              | 0             | 0             | 0             | 0             | 2        | 0      | 0           | 0          |
| D. Mariani      | 15           | 1            | 4            | 0            | 1              | 0              | 0              | 0              | 0             | 0             | 0             | 0             | 16       | 1      | 4           | 0          |
| A. Nef          | 12           | 1            | 5            | 0            | 0              | 0              | 0              | 0              | 1             | 0             | 0             | 1             | 13       | 1      | 5           | 1          |
| D. Oberlin      | 1            | 0            | 0            | 0            | 0              | 0              | 0              | 0              | 0             | 0             | 0             | 0             | 1        | 0      | 0           | 0          |
| A. Rikan        | 28           | 6            | 10           | 0            | 3              | 1              | 1              | 0              | 2             | 0             | 1             | 0             | 33       | 7      | 12          | 0          |
| F. Rodríguez    | 0            | 0            | 0            | 0            | 0              | 0              | 0              | 0              | 0             | 0             | 0             | 0             | 0        | 0      | 0           | 0          |
| A. Sadiku       | 15           | 2            | 2            | 0            | 2              | 0              | 0              | 0              | 0             | 0             | 0             | 0             | 17       | 2      | 2           | 0          |
| M. Schönbächler | 30           | 3            | 10           | 0            | 2              | 0              | 1              | 0              | 2             | 0             | 1             | 0             | 34       | 3      | 12          | 0          |
| J. Teixeira     | 25           | 2            | 5            | 0            | 3              | 0              | 1              | 0              | 0             | 0             | 0             | 0             | 28       | 2      | 6           | 0          |